# 臺南中國城
22°59′37″N 120°11′40″E / 22.993667°N 120.19434°E
臺南中國城，為臺灣臺南市中西區中正商圈的住商混合的大型建築，於1980年代興建於昔日臺南運河之臺南船渠（又稱盲段），外觀設計仿中國傳統式建築，由北屋建設公司興建，李祖原建築師設計。

## 沿革

### 興建
- 自清朝時期開始這附近為台南漁獲集散地，附近都是造船廠林立區段，當時第五期重劃區還是一片魚塭地。
- 1970年代，臺南運河漸失航運用途，運河盲段亦受水質污染，始有填平之議。
- 1978年，由北屋建設（臺北房屋）得標，並將運河盲段填平，原計劃擬建十四層高樓，闢設大型購物中心[3]。
- 1982年，中國城變更設計[4]。
- 1983年5月10日，中國城興建完成，並正式啟用[5]。同年的9月1日，臺南市政府決議民族路夜市禁止設攤，部分小吃攤商遷移至此。不久後成為臺南市重要的商圈之一，當時地下街的美食集臺南小吃之大成，有熟食、冰品、飲料等多種選擇。
- 1993年，海安路拓寬計畫啟用，造成人潮被阻斷，使中國城與中正路末段轉趨沒落。
- 1998年，中國城因當時設施凌亂且出入的民眾更加複雜，被指為運河的「毒瘤」，這時該地區環保意識抬頭[6][7]。
- 2005年，在《臺南府城都市發展月刊》第34期中提到有關運河再生的計畫，命名為「運河星鑽」。此計畫的重點，在於拆除中國城，遷建新南國小、金城國中並美化運河週邊，發展觀光特色。
- 2010年，中國城都市更新計畫正式執行[8]。

### 拆除

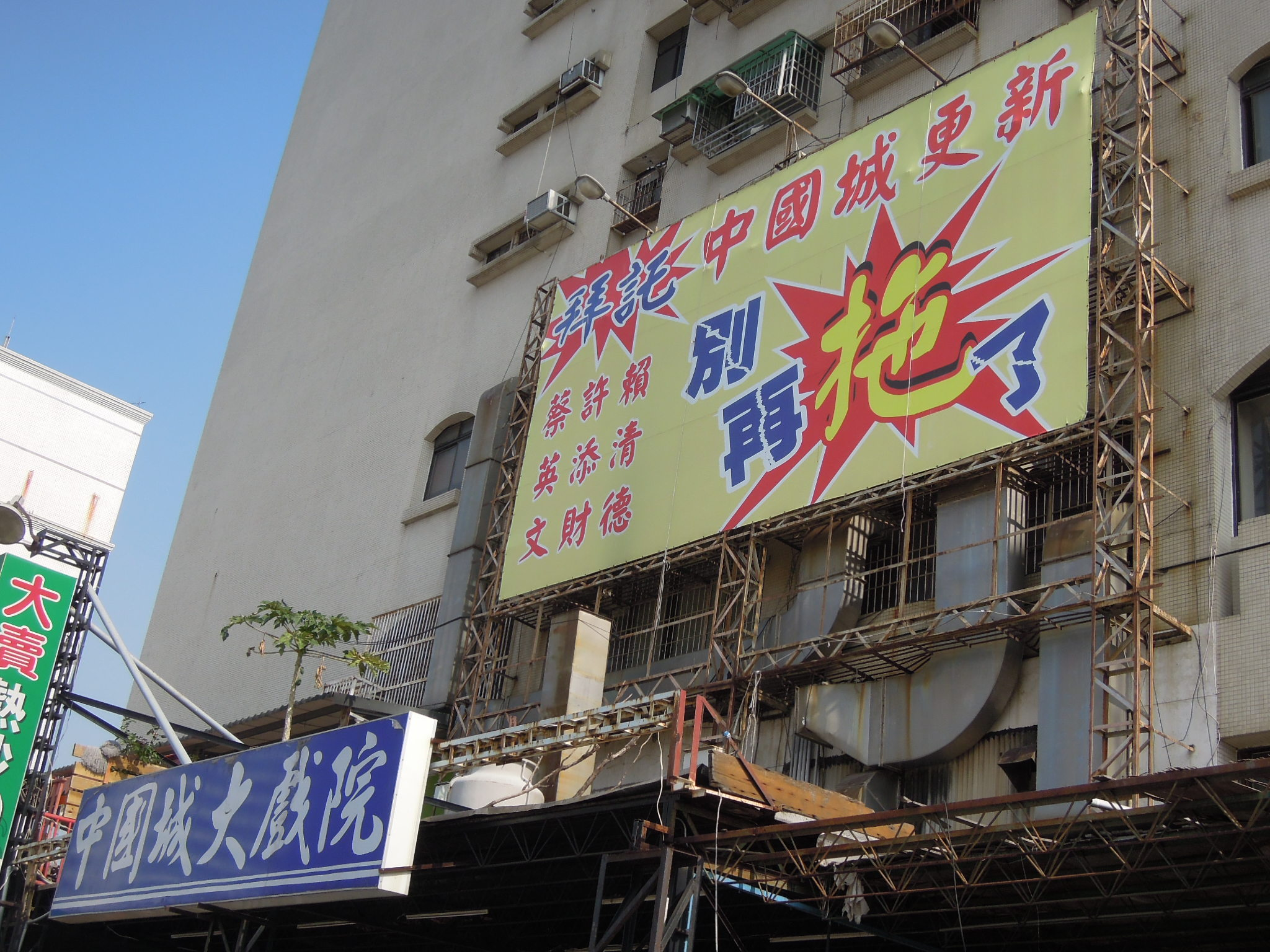
臺南中國城地主懸掛看板陳情，要求盡速更新該建築。2013年攝

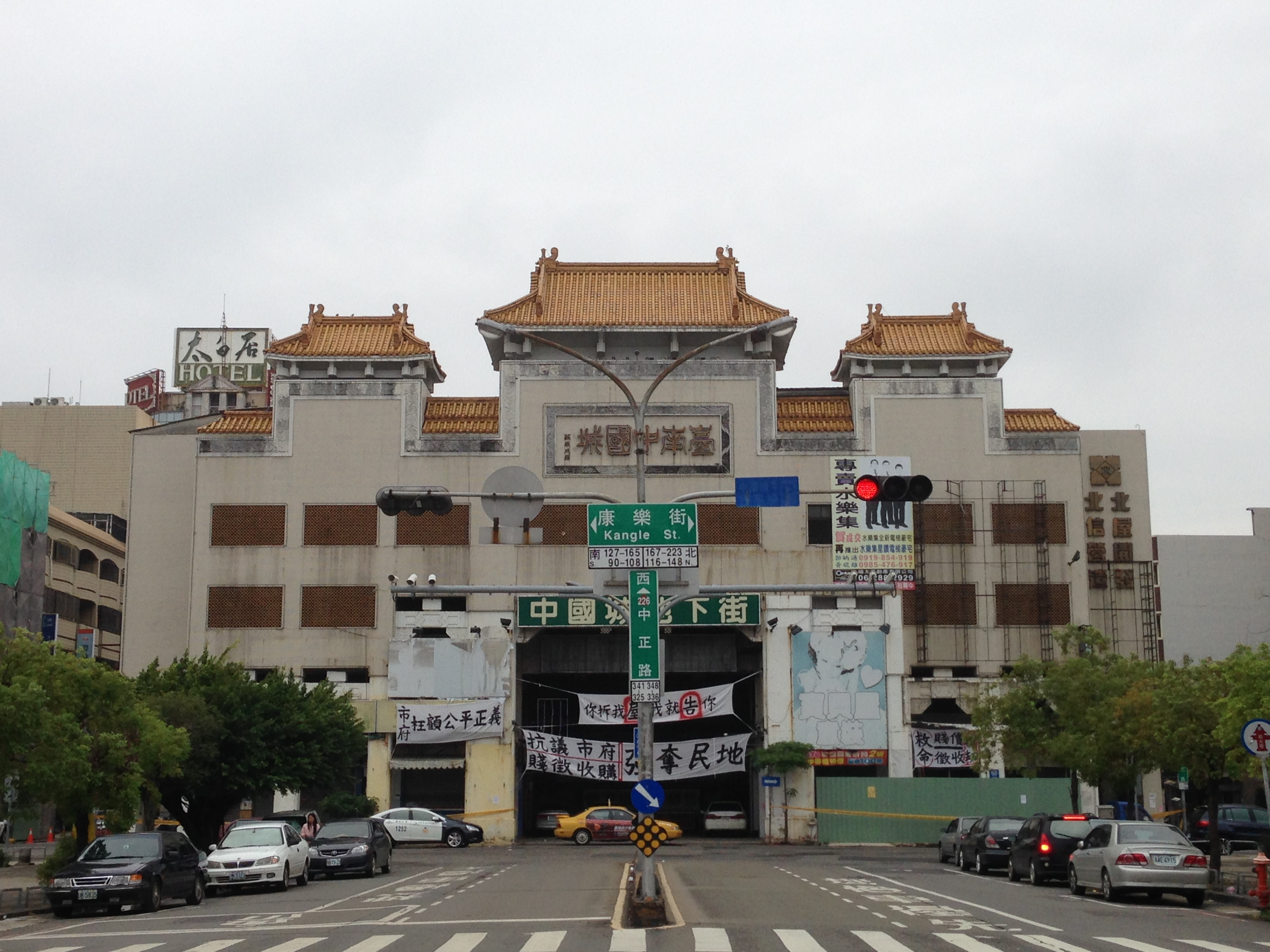
2016年1月23日拆除前夕，中國城部分店家懸掛布條，抗議徵收價格過低。

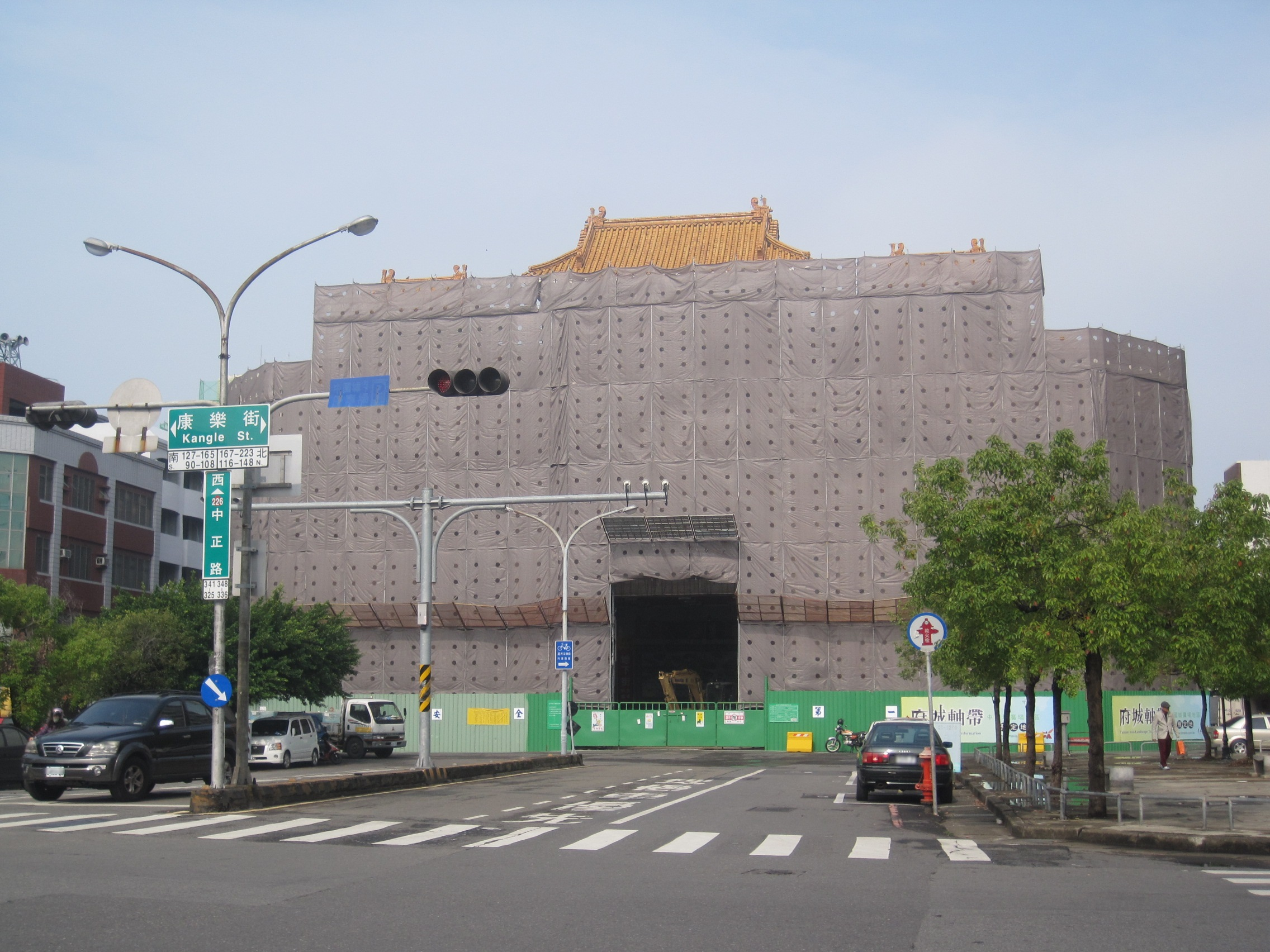
搭起圍籬即將進行拆除的中國城。

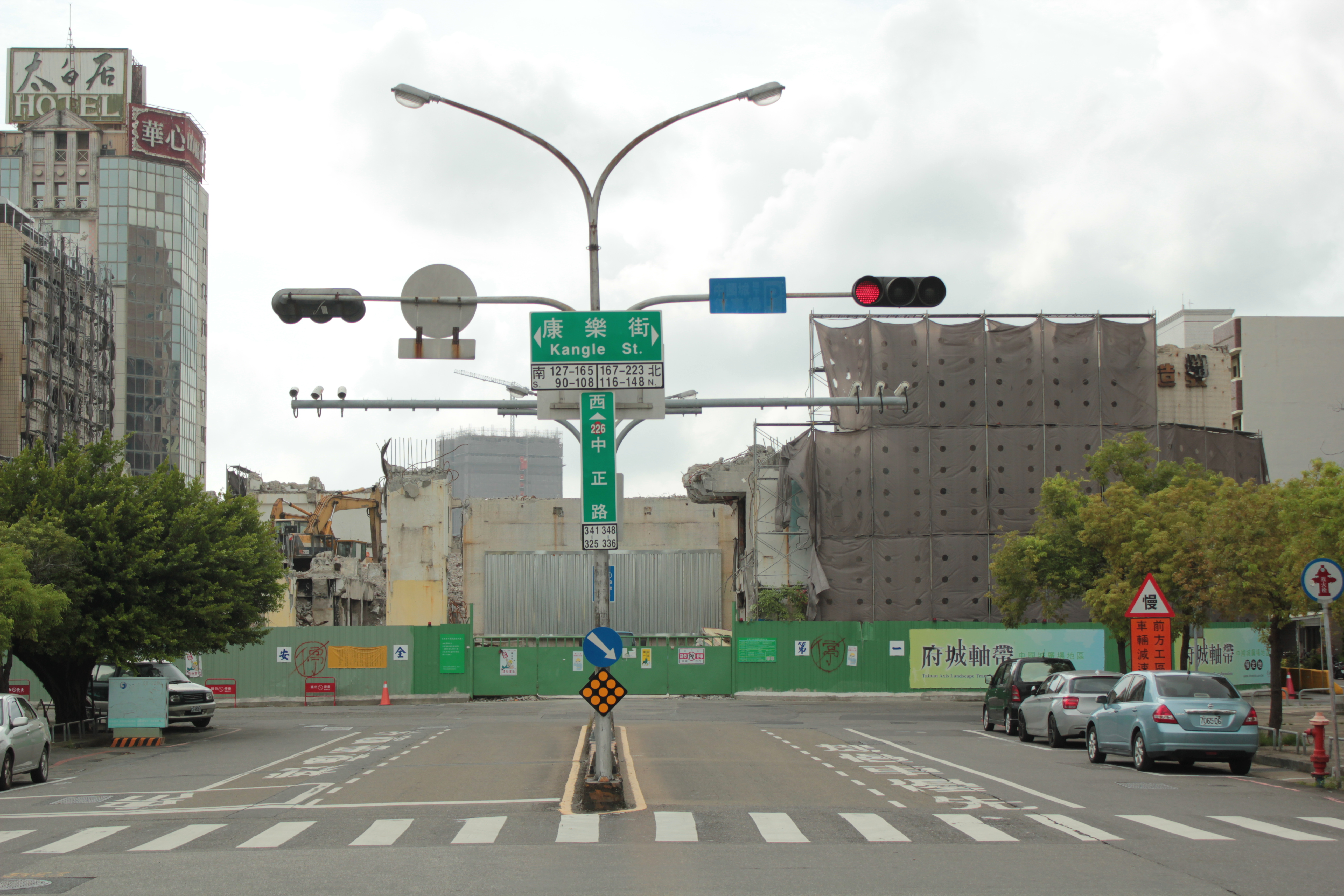
2016年8月19日即將拆除完成的中國城

- 2013年12月25日，時任市長賴清德表示，臺南市政府預定於2014年底爆破拆卸中國城，讓原址回歸落日大道中的一環，令市民有機會遠眺安平夕陽[9]。可惜並未真正執行。
- 2015年，時任副市長曾旭正、都發局長吳欣修表示，臺南市政府最快能趕在11月拆除中國城，工期約半年，放棄爆破拆卸工法。拆除後，原住戶可領補償金或換地[10][11][12]。
- 2016年3月20日，臺南市政府動工拆除中國城，預計150個工作天拆除完畢[13][14][15][16][17]，同年10月拆除完畢。
- 2017年8月，開始拆除地下室，但出現積水問題，且現況與原建築設計圖不同，需變更工程設計[18]。
- 2018年9月，重新施工。

## 結構與特色
- 建築結構大致分為前棟跟後棟，佔地約3,000坪，皆為4樓的住宅，1樓則是店面，後棟又與環河街旁的11層的高樓相連結。兩棟間有金華路三段分隔，道路底下以地下街相連接。地下街之下，又有大型停車場，汽車出入口臨近環河街，至公告拆除前均仍在使用中。後棟西邊隔著臺南運河與新南國小相望。南邊隔著運河南街（現改為中正路段），一棟日治時期的建築（即臺南舊魚市場）。至尊王路為止多為舊房子、傳統工廠，部分已拆除。北邊主要為住宅區，外圍街道以金華路、民生路為住商混合。沿環河街走有中西區衛生所；後棟東邊為金華路三段，與前棟相望，為臺南市的主要道路。前棟的北邊與南邊多為住宅，外圍街道以康樂街、友愛街為住商混合，東邊的中正路為臺南市的次要道路，以精品服飾的店面為主，飲食、娛樂次之。由於位在中正路末端，所以屬於中正商圈的一部分，全盛期為1980年代至1990年代初期，過去曾為臺南市的熱門旅遊景點之一。
- 外觀的造型設計為金色的歇山式屋頂、白牆、斗拱、窗櫺，寫著「臺南中國城」的牌匾，由時任市長蘇南成題字。地下街入口處有雙龍壁，兩旁亦有許願池；出口處則有雙鳳壁，但無許願池，兩者皆為鎮城之寶。雖並非臺南市政府文化局公告之文化資產，但被國立台灣歷史博物館公告為重要文物[19]，因此拆除工程期間也會拆卸下來並完整保留[20]。不過因體積龐大且廣場空間有限，無法重回原址，經過都發局與設計團隊討論後，決議遷移至對岸運河星鑽重劃區的大涼生態公園[21][22]，已於2020年9月24日重現[23]。

## 設施

### 中國城商店街
為前棟與後棟一樓的店面，可以分外圍跟內街，皆有入口可以通往地下街。商店的營業狀況以外圍的金華路、中正路較佳，運河北街、運河南街則次之。內街的環境髒亂、照明不佳，一直是中國城為人詬病的地方，平時白天就很少人會經過這裡，特別是入夜後，成了治安上的死角。前棟常見的投幣式遊戲機台，主要靠近中正路與金華路出入口的內街，為中晚期才擺放的。

### 中國城地下街
又簡稱臺南地下街、地下街綜合商場、地下街觀光小吃城，主要正門的入口面向東邊，中正路到底走樓梯下去，依順序可分為飲食區、百貨區、遊樂場等，環河街為面向西邊的出口，可抵達中國城戲院。在當時是臺南第一條地下街，其獨特的營業模式改變了臺南人對逛街的思維，全盛時期與小北商場同為臺南著名的小吃集散地。1993年，由於海安路的拓寬計畫，使得中國城與中正路的人潮被截斷，走到中國城須繞路而行，中國城的人潮逐漸衰減，轉而沒落。中國城後期約剩下環河街的戲院仍稍有客源，至於地下街早已寥落。

### 中國城大戲院
1983年12月28日開始營業，位於中國城環河街的11樓建築裡。早期挾著中國城地下街帶來大量人潮與商機，使得戲院的生意愈來愈興隆。但隨著近十年來，臺南市不斷有新的電影院出來競爭，以及中國城地下街的沒落，使得該戲院從首輪片轉投入二輪片的市場。但由於不景氣，與中國城戲院為同一經營者，擁有三十多年歷史的統一戲院（位於金華路三段與友愛街路口）於2007年9月28日結束營業。緊接著，中國城戲院於2009年2月1日停止營業。但於同年的7月25號重新復業，並改為一票看到底。2011年4月再度結束營業。

## 河樂廣場

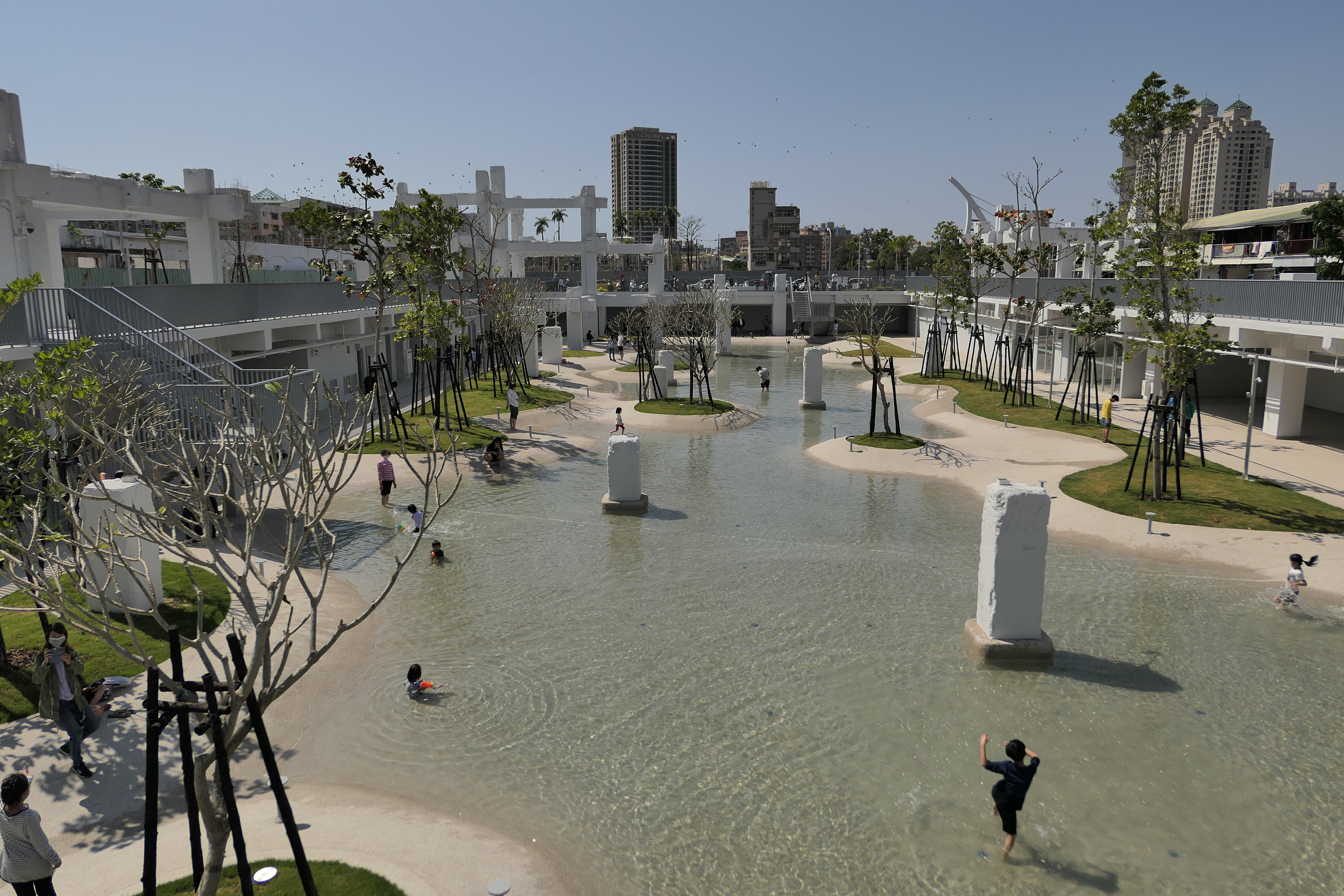
中國城拆除殘構改建而成的河樂廣場

河樂廣場（TAINAN SPRING）由荷蘭MVRDV建築團隊、台灣都市里人規劃設計有限公司、李麗如建築師事務所共同規劃，配合海安路景觀工程，將之設計為下凹式露天水景廣場，納入部分中國城樑柱作為歷史回憶，另外在廣場西側設有文史陳列區，陳列關於中國城的相關歷史，是台南市區面積最大的親水廣場，於2020年3月7日開放。
2020年12月6日，臺南市官方聖誕樹自臺南市美術館2館移師河樂廣場。

## 外部連結
- （繁體中文）中國城更新開發先期規劃評估[永久]
- （繁體中文）中國城都市更新事業執行計畫
- （繁體中文）臺南市舊街軸線（中山路、中正路）再發展計畫 （页面存档备份，存于）
- （繁體中文）臺南市中西區公所-人文風情：商圈 （页面存档备份，存于）